# TETRA
Наземне транкінгове радіо  (TETRA, TErrestrial Trunked RAdio, раніше відоме як Trans-European Trunked Radio) - відкритий стандарт цифрового професійного рухомого радіозв'язку  і двостороння радіостанція (у просторіччі відома як  walkie talkie). TETRA була спеціально розроблена для використання державними установами, аварійно-рятувальними службами (поліції, пожежної охорони, швидкої допомоги) для мереж громадської безпеки, залізничного перевезення, транспортних послуг і військових.
TETRA розроблений європейським інститутом телекомунікаційних стандартів ETSI (European Telecommunications Standards Institute) для заміни морально застарілого стандарту MPT 1327.
Радіоінтерфейс стандарту TETRA передбачає роботу в стандартній сітці частот з кроком 25 кГц і мінімальним дуплексним розносом радіоканалів 10 МГц. Можуть використовуватися діапазони частот від 150 до 900 МГц. У країнах Європи за службами безпеки закріплені діапазони 380-385/390-395 МГц, а для комерційних організацій передбачені діапазони 410-430/450-470 МГц і 870-876/915-921 МГц. Використовується метод часового розділення каналів TDMA (Time Division Multiple Access) - на одній фізичній частоті утворюється 4 логічних канали (слоти).
Для кодування мови використовується мовний кодек ACELP (лінійне передбачення від алгебраїчної кодової книги) швидкістю 4,8 кбіт/с. Після додавання надмірності один голосовий потік набуває швидкість 7,2 кбіт/с. Швидкість сумарного вихідного потоку в радіоканалі дорівнює 36 кбіт/с. Якщо порівнювати якість голосу в мережах стандарту TETRA з якістю голосу в мережах GSM, то TETRA незначно поступається за цим показником. Але при цьому стандарт TETRA в чотири рази ефективніше GSM з точки зору використання частотного спектра.